# Strange Weather Lately (Comic)
Strange Weather Lately ist der Titel einer Reihe von Comics, die zwischen 1996 und 1999 von dem in Glasgow ansässigen französisch-schottischen Duo Metaphrog erstellt und veröffentlicht wurden.

## Geschichte
Die allererste Ausgabe trug den Titel Strange Weather Lately - Martin Nitram #1 und enthielt eine Reihe von Kurzgeschichten sowie einen handnummerierten Druck, der 1996 veröffentlicht wurde. Es folgte eine längere Geschichte, die in Strange Weather Lately #2 begann und sich in einer Serie von zehn Kultcomics fortsetzte, die alle zwei Monate veröffentlicht wurden, bis 1999 die gesammelte Geschichte in zwei Graphic Novels veröffentlicht wurden.
Metaphrog nutzte kreatives Marketing, um die Veröffentlichung ihrer Bücher und Comics zu bewerben, und entwarf Strange Weather Lately-Dosen mit Bohnen und Teebeuteln sowie Poster, Lesezeichen und Flyern.
Der Sunday Herald in Glasgow beschrieb Strange Weather Lately als „die existenziellen Abenteuer von Martin Nitram, einem unbezahlten Theaterarbeiter, der versucht, ein verfluchtes Stück auf die Beine zu stellen: The Crimes Of Tarquin J Swaffe“.

## Trivia
Die schottische Band Astrid hat ihr Debütalbum nach der Serie benannt; siehe Strange Weather Lately.